# Au royaume des cieux
Pour plus de détails, voir Fiche technique et Distribution.
Au royaume des cieux est un film français réalisé par Julien Duvivier et sorti en 1949.

## Synopsis
En Loire-Atlantique, dans une maison d'éducation surveillée pour jeunes filles, la nouvelle directrice, mademoiselle Chamblas, aux tendances sadiques, provoque la révolte des détenues au moment où la région connaît d’importantes inondations.

## Fiche technique
- Titre original : Au royaume des cieux
- Réalisation : Julien Duvivier assisté de Jean-Claude Huisman, Jacques Plante et Georges Testard
- Scénario : Julien Duvivier
- Dialogue : Henri Jeanson
- Décors : René Moulaert
- Maquillages : Serge Groffe
- Photographie : Victor Arménise
- Cadrage : Walter Wottitz
- Son : Pierre Bertrand
- Montage : Marthe Poncin
- Photographe de plateau : Guy Rebilly
- Scripte : Denise Morlot
- Producteurs : Julien Duvivier, Pierre O'Connel et Arys Nissotti
- Sociétés de production : Régina Films (France), SIBIS (France), Les Acacias (France)
- Sociétés de distribution : Filmsonor-Marceau (France), Celia Films (étranger)
- Pays de production :  France
- Langue originale : français
- Format : noir et blanc — 35 mm — 1.37:1 — son monophonique
- Genre : drame
- Durée : 108 minutes
- Date de sortie : 
  - France : 30 septembre 1949
- Classifications CNC : tous publics, Art et Essai (visa d'exploitation no 8710 délivré le 2 août 1949)
- Affiches : Cyril Arnstam, Duccio Marvasi (France)

## Distribution
- Serge Reggiani : Pierre
- Suzanne Cloutier : Maria Lambert
- Suzy Prim : Mlle Chamblas
- Christiane Lénier : Dédée
- Nadine Basile : Gaby
- Monique Mélinand : Mlle Guérande
- Jean Davy : Antonin, l'aumônier
- Liliane Maigné : Margot
- Paule Andral : Mme Bardin
- Mathilde Casadesus : Noémie Baratier
- Renée Cosima : Camille
- Colette Deréal : Lucienne
- Juliette Gréco : Rachel
- Paul Faivre : un gendarme
- Max Dalban : Baratier
- Andrée Tainsy : la fille de cuisine
- Ketty Albertini : Paulette
- Florence Luchaire : Julie
- Jane Morlet : Mme Rubini
- Lily Mounet : Mme Maupin
- Jacques Reynier : le brigadier
- Henri Coutet : le camionneur
- Liliane Roger (Mistigri) : Rosa
- Sylvie Serliac : Henriette
- Ludmilla Hols : Clarisse
- Caroline Carlotti : Fernande
- Jacqueline Brouckère : Irma
- Joëlle Robin : Suzy
- Nicole Besnard : Anna
- Janine Villard : Marcelle
- Hélène Rémy : une pensionnaire de la Maison Haute Mère

## Tournage
- Période de prises de vue : 7 mars au 17 mai 1949.
- Intérieurs : Studios de Boulogne (Boulogne-Billancourt, Hauts-de-Seine).
- Extérieurs[1] : 
  - Loire-Atlantique : Saint-Philbert-de-Grand-Lieu, Saint-Mars-de-Coutais, Vue, Saint-Lumine-de-Clisson, Pont-Saint-Martin et Passay à La Chevrolière.
  - Essonne : Étampes et sa région.